# Chaudun (Hautes-Alpes)
Pour les articles homonymes, voir Chaudun (homonymie).
Chaudun est une localité de Gap et une ancienne commune française, située dans le département des Hautes-Alpes en région Provence-Alpes-Côte d'Azur et province du Dauphiné.
Elle est englobée dans le territoire de Gap depuis son rattachement en 1891.

## Situation
Chaudun occupait le vallon supérieur du Petit Buëch, au sud-est du massif du Dévoluy. Le village, situé entre 1 300 et 1 350 mètres d'altitude, se trouvait à la confluence des ruisseaux formant le Petit Buëch, au centre d'un large vallon de forme circulaire — le « cirque de Chaudun » —, ceinturé de sommets dépassant les 2 000 mètres, dont le Pic de Gleize à l'est.
Les accès à Chaudun sont particulièrement limités et difficiles, surtout en hiver. Depuis Rabou, il faut remonter le défilé du Buech ou monter depuis le hameau de La Rivière (commune de Rabou) au col de Chabanottes (altitude 1 664 m) puis redescendre. De Saint-Étienne-en-Dévoluy, il faut passer le col de Rabou (1 884 m). Du Noyer ou de Poligny, il faut passer le col de Chétive (1 800 m). Tous ces itinéraires sont exclusivement pédestres et le seul accès carrossable (sauf en hiver) est la route forestière depuis le col Bayard, par le col de Gleize (1 696 m), le col du Milieu et le col de Chabanottes.

## Histoire
Chaudun était connu comme Caudunum ou Chaudunum à la fin du XIIe siècle. 
Au Moyen Âge, la paroisse de Chaudun faisait partie de l'archiprêtré de Gap. Au début de l'époque moderne, Chaudun constituait avec Rabou un mandement unique relevant de la châtellenie de Montalquier (Gap). Au XVe siècle, le Dauphin Louis II rattacha Chaudun au vibailliage de Gap. 
Son église était dédiée à Saint Jacques. Reconstruite au XIXe siècle, elle fut dédiée à Notre-Dame. 
Le village comptait 160 habitants en 1790, 127 en 1882. Chaudun vivait quasiment en autarcie. Le vallon au-dessus du village était propice à quelques cultures et surtout au pâturage du bétail, mais Chaudun pâtissait de son isolement et de l'extrême difficulté des communications. On raconte qu'une jeune fille du village, envoyée chercher un médecin en hiver pour sa grand-mère, mourut en route. Une plaque commémorative est visible au bord du chemin du col de Gleize.
Découragés par la difficulté de vivre en ce lieu inhospitalier, les habitants de Chaudun offrirent à l'État de lui vendre leurs terres. La vente eut lieu en 1895 pour la somme de 186 000 francs-or. Une fois l'acte conclu, tous les habitants durent quitter le village, plusieurs émigrèrent, et le territoire de la commune vide d'habitants fut annexé à celui de Gap, qui lui était contigu au sud-est. L'église était encore debout dans les années 1930.
En juillet 2021, le Bois du Chapître, dans la forêt de Chaudun, est entré au patrimoine mondial de l'humanité, dans la liste des « forêts primaires et anciennes de hêtres des Carpates et d’autres régions d’Europe ».

## Administration
| Période | Période | Identité    | Étiquette | Qualité       |
| ------- | ------- | ----------- | --------- | ------------- |
| ?       | 1895    | Joseph Taix |           | Dernier maire |

## Démographie
| 1793 | 1800 | 1806 | 1821 | 1831 | 1836 | 1841 | 1846 | 1851 |
| ---- | ---- | ---- | ---- | ---- | ---- | ---- | ---- | ---- |
| 168  | 174  | 176  | 146  | 167  | 134  | 137  | 135  | 125  |

| 1856 | 1861 | 1866 | 1872 | 1876 | 1881 | 1886 | 1891 | - |
| ---- | ---- | ---- | ---- | ---- | ---- | ---- | ---- | - |
| 119  | 107  | 123  | 117  | 127  | 126  | 112  | 98   | - |

Histogramme

(élaboration graphique par Wikipédia)

## Actualité
Le site est aujourd'hui géré par l'Office national des forêts, qui y a reconstruit une maison forestière et un gîte d'étape ouvert au public.
Chaudun est aujourd'hui un site de promenade ou d'excursion. La route forestière partant du col de Gleize est interdite à la circulation automobile mais facile pour les piétons. Des panneaux explicatifs sont posés à l'entrée. Par ailleurs, le sentier de grande randonnée GR 93 traverse le cirque du nord (col de Chétive) au sud-ouest (défilé du Buech) en passant par l'ancien village. Un « sentier de ronde » s'embranche sur la route forestière avant le col de Chabanottes et fait le tour du cirque à mi-hauteur, rejoignant le GR sous le col de Chétive.
En 2022 François Prodromidès réalise le documentaire Chaudun - Les Déshérités de la nature.

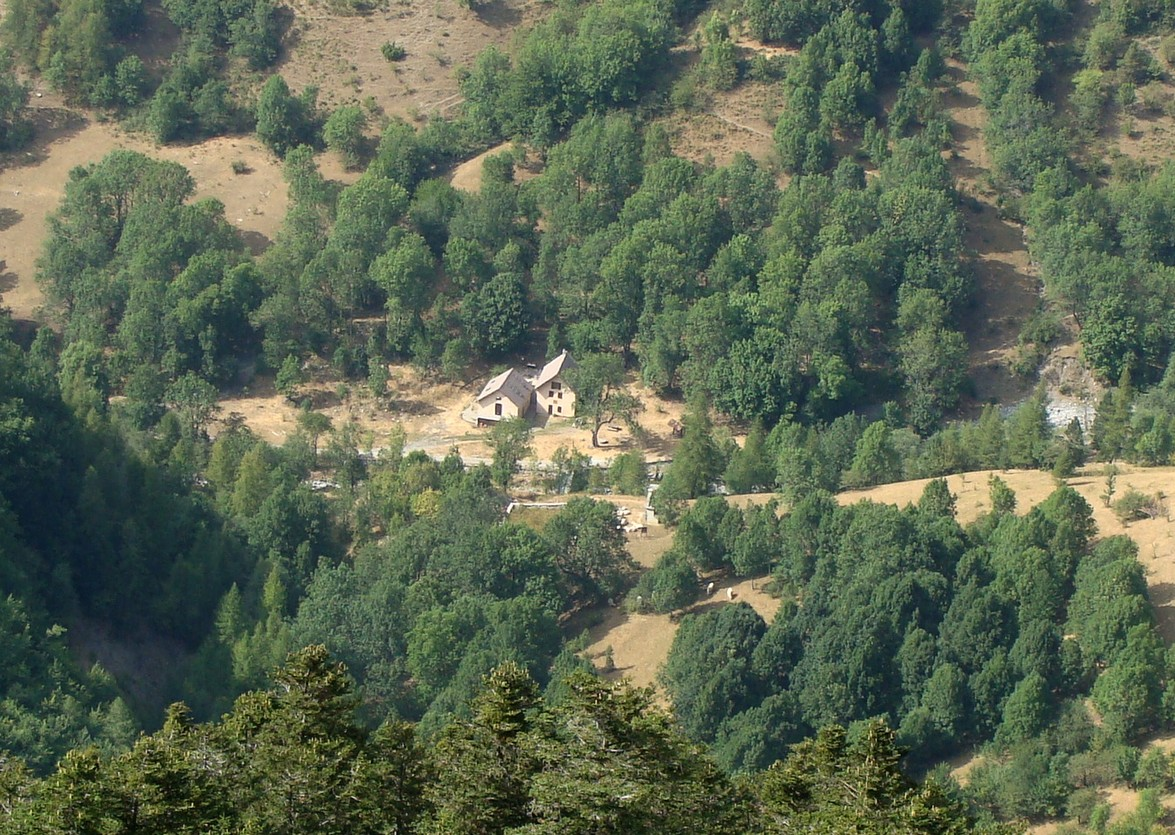
Le site de Chaudun, aujourd'hui, vu du chemin de ronde.
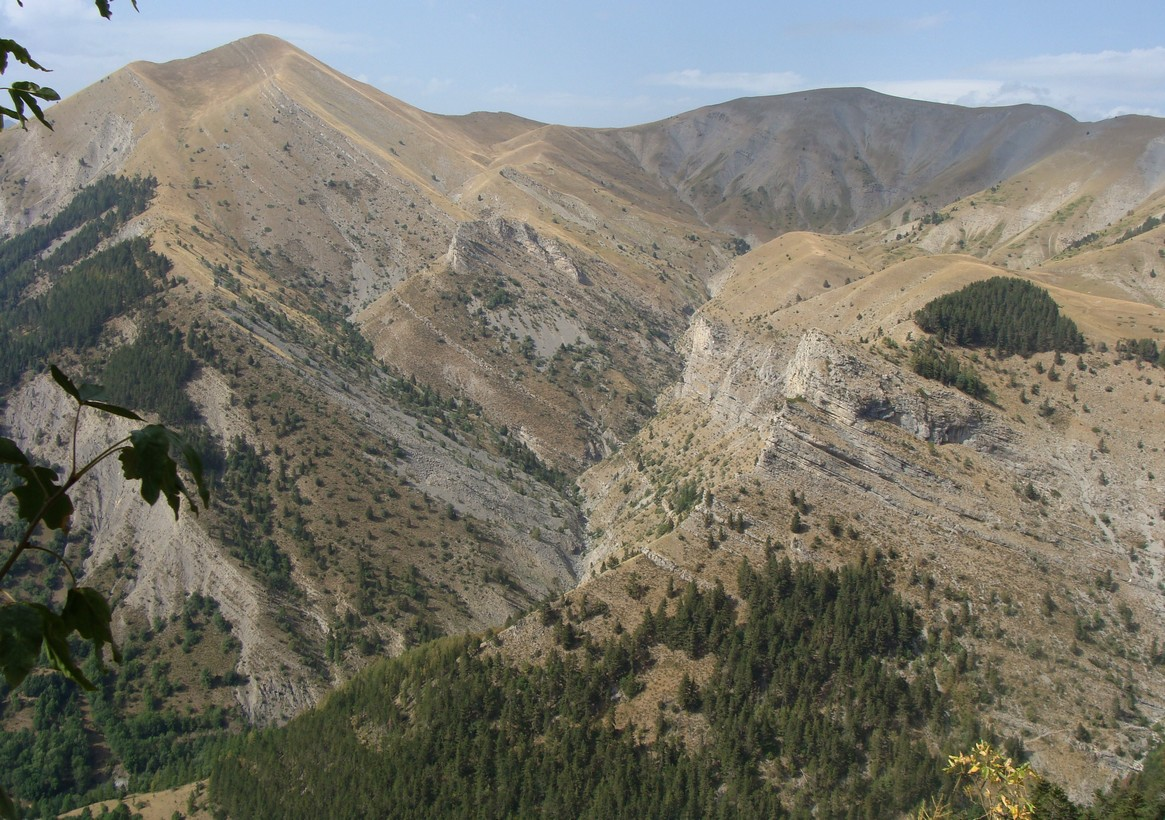
Les couches calcaires entaillées par l'un des torrents du cirque de Chaudun.
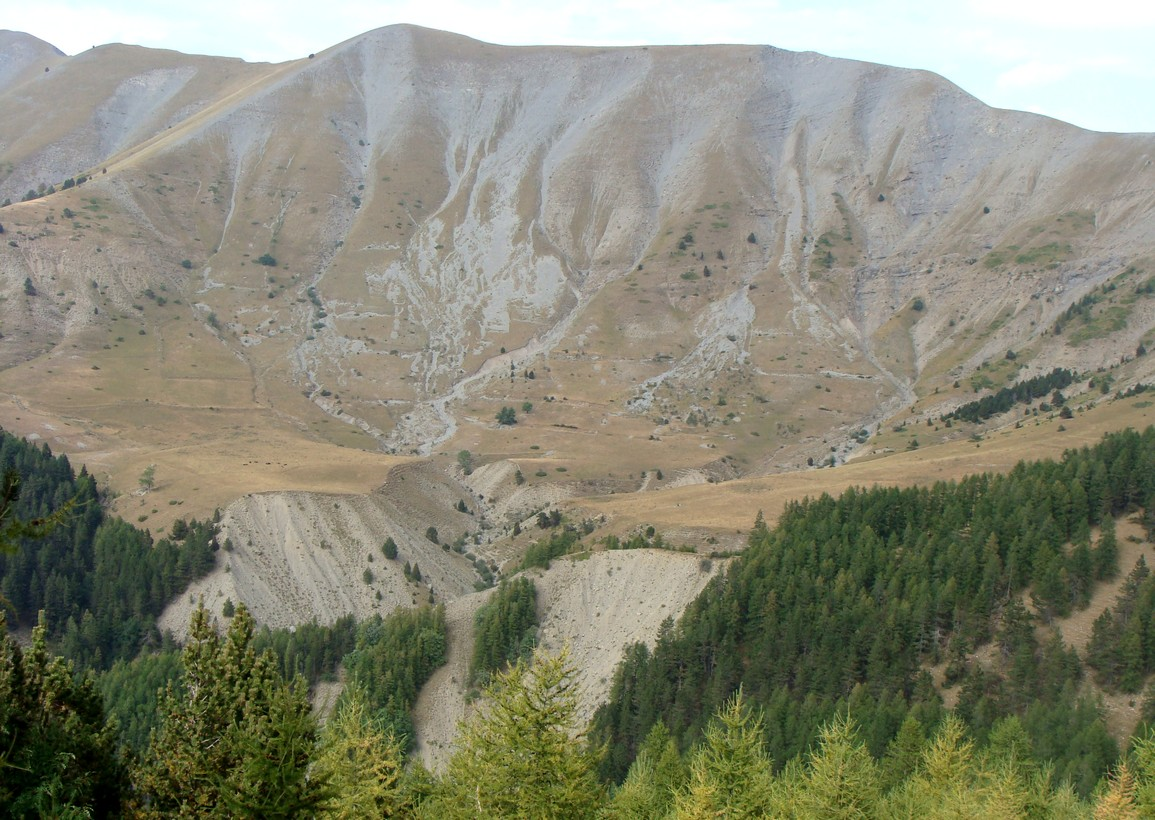
Les prairies situées sous les crêtes, au-dessus des ravinements des torrents.
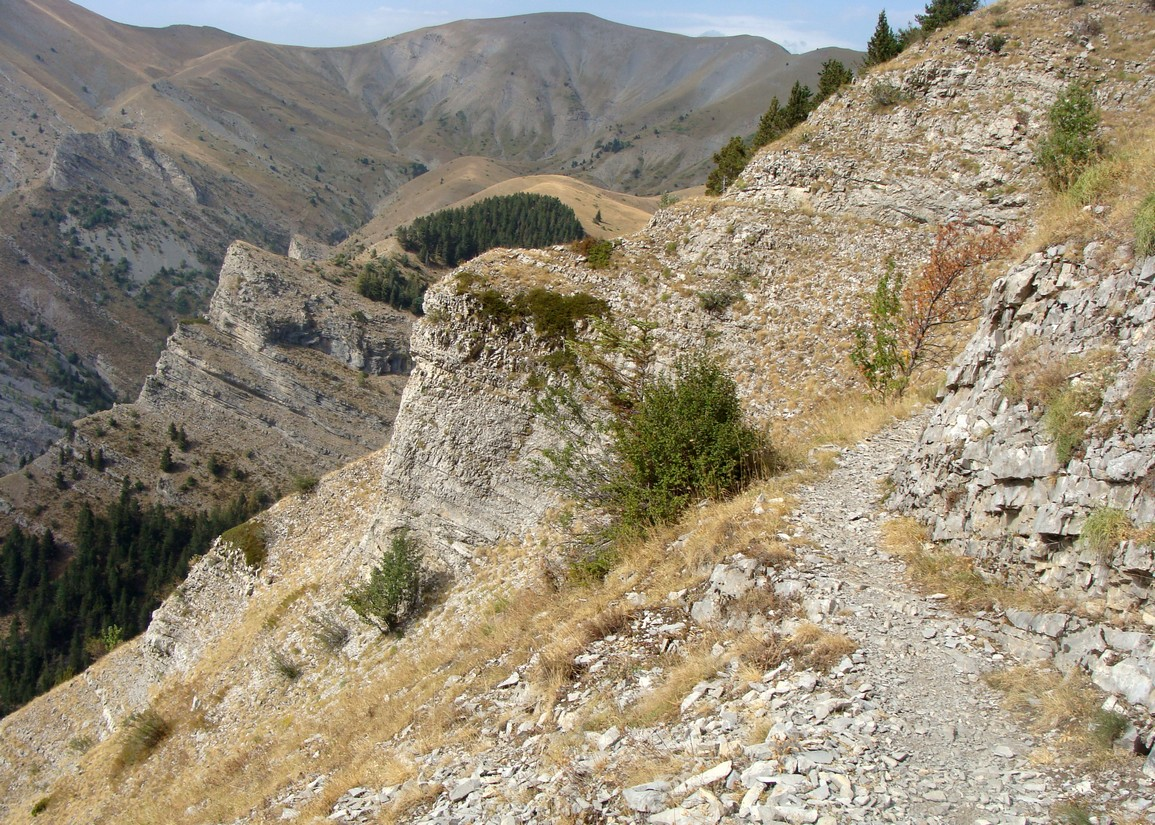
Le chemin de ronde dans les pierriers au sud-est du cirque.
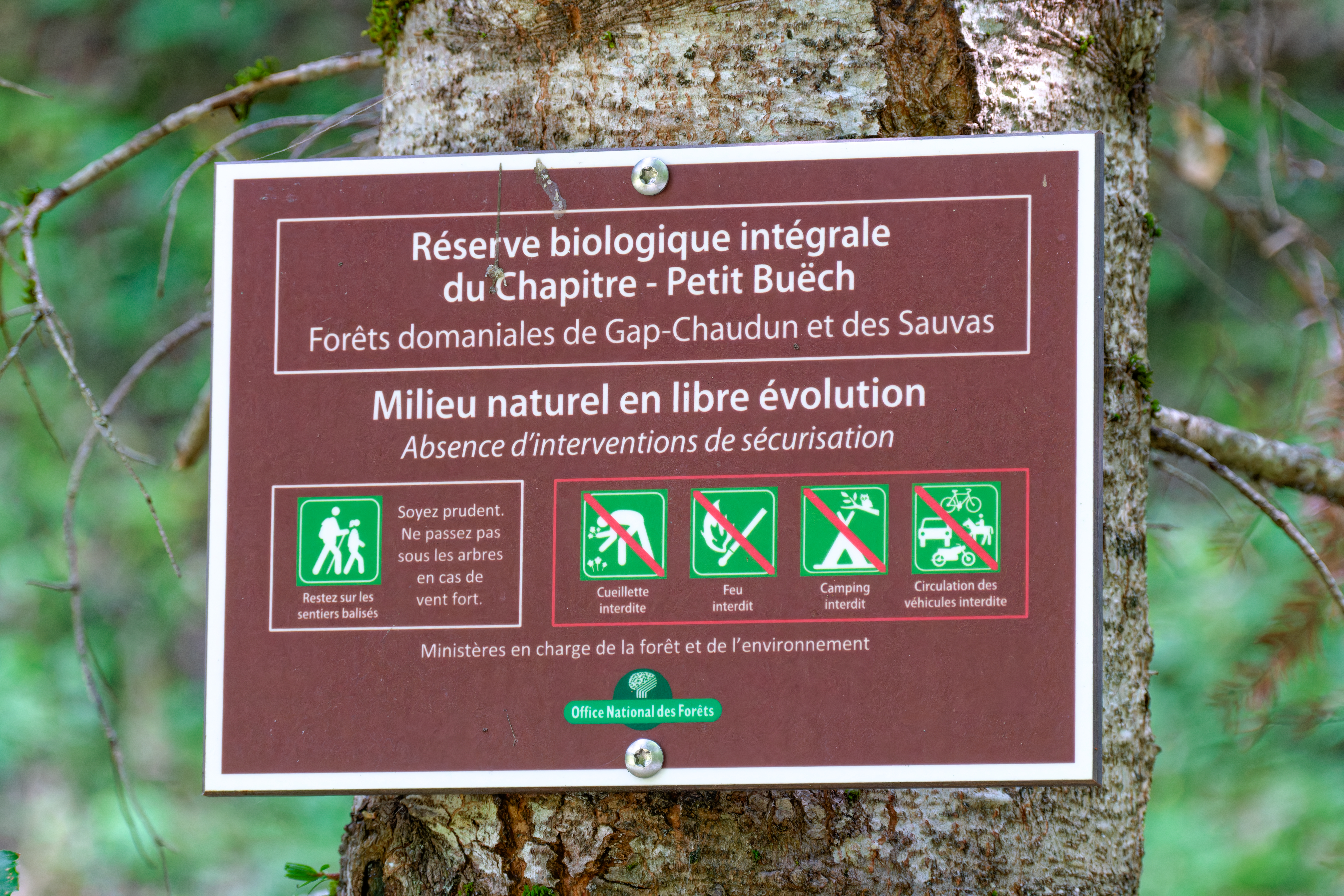
Panneau d'avertissement de la réserve biologique intégrale du Chapitre - Petit Buëch, près de l'ancien village de Chaudun.